# 道場車站
道場站（日语：／ Dōjō eki */?）是位於日本兵庫縣神戶市北區道場町生野，西日本旅客鐵道（JR西日本）福知山線的一個鐵路車站。車站編號為JR-G60。
本站包含於西日本旅客鐵道（JR西日本）都市網路中JR寶塚線（福知山線）。
而本站只有普通列車會停靠。

## 歷史
- 1899年（明治32年）1月25日 - 阪鶴鐵道的有馬口站（現在的生瀨站）到三田站區間路線延伸後正式開業。自此開始載客、載貨。
- 1907年（明治40年）8月1日 - 阪鶴鐵道國有化。本站成為日本國有鐵道車站。
- 1909年（明治42年）10月12日 - 制定路線名稱。本站成為阪鶴線所屬車站。
- 1912年（明治45年）3月1日 - 改造路線。阪鶴線的福知山站以南改稱為福知山線，此站隨之成為福知山線的一部分。
- 1981年（昭和56年）4月1日 - 停止載貨。
- 1987年（昭和62年）4月1日 - 因日本政府行政改革，實行國鐵分割民營化政策，而成為西日本旅客鐵道（JR西日本）的一站。
- 1988年（昭和63年）3月13日 - 因應路線名稱制定，此站成為「JR寶塚線」的一部分。
- 2003年（平成15年）11月1日 - 增設可利用IC卡片「ICOCA」的機器。
- 2011年（平成23年）3月8日 - 引入都市網絡運行管理系統（日语：JR宝塚・JR東西・学研都市線システム）系統。同時加入發車音樂系統。
- 2018年（平成30年）3月17日 - 設立車站編號，並開始使用。

## 概要
雖然本站為福知山線中唯一位於神戶市的車站，但是因為本站相離其他神戶市內車站較遠等原因，而不被包含在JR旅客營業規則中的「神戶市內」。因此，日本國鐵時代的車站識別中的車站所在地欄位標示為「兵庫縣神戶市」而非「神戶市北區」。
另外，於道場町內還有神戶電鐵三田線的神鐵道場站，但是於兩站之間相隔六甲山，使得兩站相距了約4公里多。

## 車站構造
2面2線對向式月台的地面車站。

### 月台配置
| 月台 | 路線     | 方向 | 目的地                 |
| ---- | -------- | ---- | ---------------------- |
| 1    | JR寶塚線 | 下行 | 三田、篠山口方向       |
| 2    | JR寶塚線 | 上行 | 寶塚、大阪、北新地方向 |

## 使用情況
主要乘客為附近之通勤居民，或百丈岩之觀光客為多。
以下為「兵庫縣統計書」所統計近年的乘車人數。
| 年度   | 1日平均 乗車人員 |
| ------ | ---------------- |
| 1995年 | 739              |
| 1996年 | 830              |
| 1997年 | 876              |
| 1998年 | 1,074            |
| 1999年 | 1,104            |
| 2000年 | 1,118            |
| 2001年 | 1,128            |
| 2002年 | 1,180            |
| 2003年 | 1,178            |
| 2004年 | 1,160            |
| 2005年 | 1,130            |
| 2006年 | 1,133            |
| 2007年 | 1,151            |
| 2008年 | 1,177            |
| 2009年 | 1,151            |
| 2010年 | 1,154            |
| 2011年 | 1,142            |
| 2012年 | 1,132            |
| 2013年 | 1,094            |
| 2014年 | 1,031            |
| 2015年 | 991              |
| 2016年 | 998              |
| 2017年 | 1,007            |
| 2018年 | 955              |

## 車站附近
雖然站前盡是雜亂的小工廠及住家，但是遠離車站附近後即是一片寬廣的田地。
- 富士チタン工業 神戸公廠
- 有馬警察署 生野駐在所
- 生野自治會館
- 太福寺
- 千苅水源池
- 千苅水壩
- 千苅淨水場
- 生野中央公園
- 鎌倉峽、百丈岩、不動岩、烏帽子岩、駒形岩...等的地方，是人氣的徒手攀岩地點。

## 相鄰車站
西日本旅客鐵道
 JR寶塚線（福知山線）
■丹波路快速、■快速
通過
■普通
武田尾（JR-G59）－道場（JR-G60）－三田（JR-G61）

## 外部連結
- 道場｜車站資訊：JR出門網 - 西日本旅客鐵道